# Sandvikens IK
Sandvikens IK, Sandvikens ishockeyklubb, SIK, är en ishockeyklubb från Sandviken i Sverige, bildad 1973 ur Sandvikens IF:s ishockeysektion som startades 1943. Den gamla föreningen spelade 1944/1945 i Division I, dåvarande högsta serien i Sverige. Klubben har framför allt gjort sig känd för att ha arrangerat flera turneringar, och att ha tränats av flera Elitserie-spelare från Brynäs IF, som Håkan Wickberg, Lars-Åke Sivertsson, Hasse Sjöberg, Lars Hedenström, Stefan Canderyd, Jajjen Gerdin och Peter Eriksson. 